# Notting Hill and Ealing High School
Notting Hill and Ealing High School est une école indépendante de filles, fondée en 1873 sous le nom de Notting Hill High School. Elle est située à Ealing, Londres. 

## Histoire
Lorsque le Girls' Public Day School Company est créé en 1872 pour favoriser l'accès aux études secondaires des filles, il ouvre ses premières écoles à Londres, notamment Notting Hill High School, fondée en 1873. Harriet Morant Jones en prend la direction la même année, puis Ethel Gavin lui succède en 1900. L'école a changé à la fois d'emplacement et de nom. Alors qu'elle occupait à l'origine des locaux à Norland Square, elle s'installe à Ealing en 1931 et prend le nom de Notting Hill et Ealing High School for Girls. Elle devient un lycée subventionné en 1946 puis une école indépendante en 1976.

## Organisation
Elle compte un département d'études primaires de 310 filles (de 4 à 11 ans) et un département d'études secondaires de 600 filles (de 11 à 18 ans). 

## Personnalités liées à Notting Hill & Ealing High School
- Sarah Badel (née en 1943), actrice[5]
- Diana Churchill (1909-1963)
- Sarah Churchill (1914-1982), actrice
- Agnes de Selincourt (1872-1917), missionnaire et éducatrice
- Lynne Frederick (1954-1994), actrice[6]
- Ethel Gavin, directrice de l'école de 1900 à 1908[3]
- Louisa Gurney (1873-1966), directrice d'école.
- Olivia Hallinan (née en 1985), actrice[7]
- Emily Hamilton (née en 1971), actrice[8]
- Bettany Hughes (née en 1968), historienne[9]
- Margaret Mackworth (1883-1958), suffragiste
- Rosalind Pitt-Rivers (1907-1990), biochimiste[10]
- Hilda Runciman (1869-1956), femme politique et députée
- Caroline Skeel (1872-1951), historienne
- Helena Swanwick (1864-1939), suffragiste et pacifiste
- Penny Vincenzi (1939-2018), écrivaine[11]
- Emily Watson (née en 1967), actrice
- Helen Wodehouse (1880-1964), philosophe
- Frances Wood (1883-1919), chimiste & statisticienne
- Edith Aitken, enseignante[12]
- Hertha Ayrton, ingénieure, mathématicienne, physicienne et inventrice[13]
- Jane Ellen Harrison, universitaire[14]
- Winifred Holtby (1898-1935), journaliste et romancière
- Katharine Jex-Blake (1860-1951), universitaire